# مسجد النور (نيوزيلندا)
مسجد النور هو مسجد في ريككارتون بكرايستشرش في نيوزيلندا .
بُني مسجد النور على نفقة الملك فهد بن عبد العزيز آل سعود في سنة 1981م، وبإشراف ومتابعة من الشيخ محمد بن ناصر العبودي، وانتهى بناؤه سنة 1985م، وهو أول مسجد تشرق عليه الشمس في الأرض ويسبق جميع المساجد في الآذان والصلاة كل يوم .
في 15 مارس 2019، كان المسجد أحد المسجدين الذين وقع فيهما هجوما كرايستشيرش الإرهابي، واستشهد فيه 50 شخصاً على الأقل.